# 蕭循
蕭 循（しょう じゅん、天監4年（505年）- 紹泰2年8月7日（556年8月27日））は、南朝梁の皇族。蕭脩とも書かれる。字は世和。

## 経歴
鄱陽忠烈王蕭恢と徐氏のあいだの子として生まれた。宜豊侯に封じられた。成長すると、衛尉卿をつとめ、武帝に愛された。後に軽車将軍・北徐州刺史に任じられ、鍾離に駐屯した。中大同元年（546年）、信武将軍・梁秦二州刺史に転じ、漢中に駐屯した。民俗の改良につとめて、慈父と号された。
太清6年（552年）4月、西魏の達奚武が漢中に侵攻してくると、蕭循は記室参軍の劉璠を益州に派遣して、武陵王蕭紀に救援を求めさせた。蕭紀は部将の楊乾運を援軍に派遣し、蕭循を隨郡王に封じた。劉璠が漢中に帰還する途中の嶓冢で西魏に降伏したため、楊乾運は軍を返した。劉璠は南鄭城下にいたると、西魏に降るよう城中に説いた。蕭循は「卿は忠節を尽くすことができないばかりか、敵の説客となったのか」と劉璠を責めて、かれを射るよう命じた。達奚武もまた降伏を勧めたが、蕭循は死を誓って降らなかった。西魏の丞相の安定公宇文泰が手紙を出して蕭循を説得したため、蕭循はようやく降伏した。宇文泰は蕭循を礼遇すること厚く、ほどなく江陵に送り帰らせた。
同年（承聖元年）11月、蕭循は元帝により驃騎将軍・湘州刺史に任じられた。12月、陸納が巴陵を襲撃すると、蕭循はこれを撃破した。承聖3年（554年）、江陵が包囲されたとの知らせが届くと、蕭循はその日のうちに舟に乗って救援に赴いた。蕭循が巴陵の西に到達したとき、江陵は陥落していた。承聖4年（555年）、蕭循は5万の兵を率いて侯瑱と合流し、郢城に駐屯する北斉の慕容儼を夜襲した。蕭方智が建康に迎えられると、蕭循は太尉に任じられた。同年（紹泰元年）、太保に進んだ。紹泰2年（556年）、鄱陽王に封じられた。蕭循は王室の衰微を憂いて、挙兵を準備していたが、背中に腫瘍ができて血を吐いた。8月己酉、死去した。享年は52。

## 人物・逸話
- 9歳で『論語』に通じ、11歳で文章を作ることができ、鴻臚卿の裴子野に賞賛された。
- 12歳のとき、生母の徐氏が死去して、遺体を建康に葬るために荊州から長江を下ったが、途中で暴風に遭遇した。前後の船舶の多くが沈没するなか、蕭循は柩を抱えて号泣し、血涙を流すと、大波に揺られながら、無事に帰着できた。母の遺体を葬ると、墓のそばに廬を建てて喪に服した。以前は墓のある山中には猛獣が多かったが、その痕跡も見られなくなった。野鳥が蕭循に馴れて、かれの住む廬に巣を作った。
- 蕭循は姿かたちが美しく、かれが衛尉として兵を引き連れて巡回するたびに、武帝は車に移ってかれを眺めた。
- 蕭循は宮城に宿衛して夜間に巡回したが、それを人に知られないようにした。
- 蕭循が漢中にいたとき、秋に長史の范洪冑の田地に蝗が発生した。蕭循は自ら田地を視察すると、自らを深く責めとがめた。功曹史の王廉が蝗を捕まえるよう蕭循に勧めたが、蕭循は「これは刺史の不徳のいたすところで、どうしてこれを捕まえようというのか」と答えた。言い終わるや、突然に飛鳥の千の群れが太陽を覆うようにやってきて、またたく間に虫たちを食べ尽くして去っていったが、何の鳥かは分からなかった。
- 武陵王蕭紀が従事中郎の蕭固を蕭循のもとに派遣して当世の事情を諮問し、蕭循の考えを測ろうとした。蕭循は泣いて忠臣孝子の節を語ったので、蕭紀は蕭循を敬愛するようになった。
- ある夕方に蕭循の寝台に犬がうずくまって寝ているのが見つかった。蕭循は「これは戦争の予兆か」といって、城塁の大規模な修築をはじめた。

## 子女
- 蕭翹
- 蕭造

## 伝記資料
- 『南史』巻52 列伝第42